# Lettische Nationalbibliothek
Die Lettische Nationalbibliothek (Latvijas Nacionālā bibliotēka) ist die Nationalbibliothek der Republik Lettland in der Hauptstadt Riga.

## Geschichte und Bestände

### In den Jahrzehnten der lettischen Republik
Die Lettische Nationalbibliothek wurde am 29. August 1919, ein Jahr nach der Unabhängigkeit Lettlands, als Valsts Bibliotēka (Staatsbibliothek) gegründet. Erster Direktor war der Bibliothekar und Bibliograph Jānis Misiņš (1862–1945), der seine immense private Sammlung als Grundstock der Staatsbibliothek einbrachte. Binnen eines Jahres, bis 1920, war der Bestand auf 250.000 Bände angewachsen. 1920 wurde die Staatsbibliothek zur Pflichtexemplar-Bibliothek für ganz Lettland. Seit 1927 gibt sie die lettische Nationalbibliografie heraus.
Große Zugänge gab es in den Jahren 1939 und 1940, als die Staatsbibliothek angesichts der bevorstehenden Umsiedlung der Deutsch-Balten zahlreiche ihrer Bibliotheken übernahm, darunter einen Gutteil der Bibliothek der 1834 gegründeten Gesellschaft für Geschichte und Alterthumskunde der Ostseeprovinzen Rußlands in Riga. Bis 1940 war der Bestand auf 1.700.000 Bände angewachsen. Infolgedessen musste er auf zwei Standorte in der Altstadt von Riga (Jēkaba iela 6/8 und Anglikāņu iela 5) verteilt werden.

### Während der deutschen und der sowjetischen Besetzung Lettlands

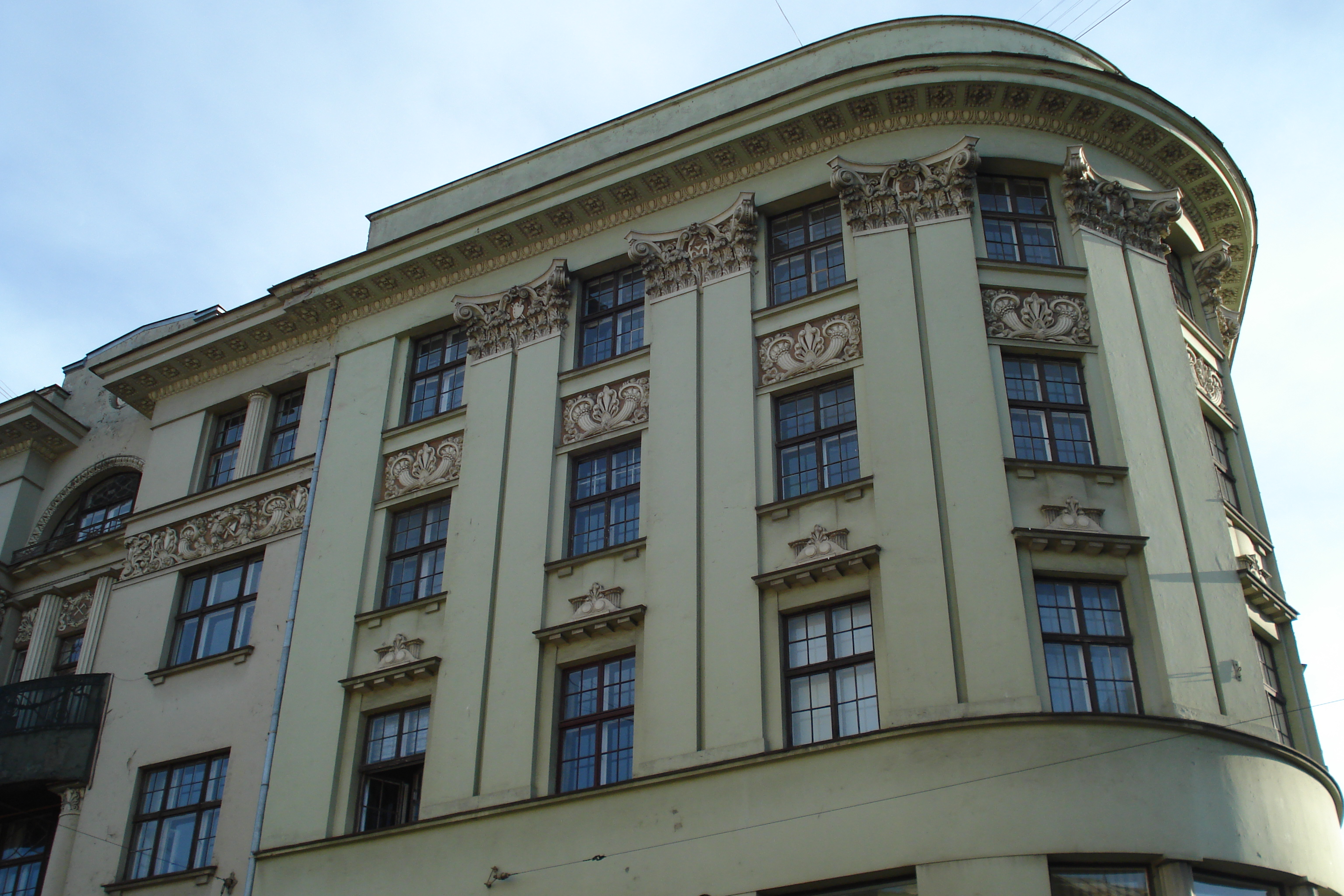
Das Gebäude der Nationalbibliothek bis 2013

Während der deutschen Besetzung Rigas (1941–1944) wurde die Staatsbibliothek in Zemes bibliotēka (Landesbibliothek) umbenannt. Während der sowjetischen Besetzung Lettlands (seit 1944) firmierte sie als Latvijas PSR Valsts bibliotēka (Staatsbibliothek der Lettischen Sozialistischen Sowjetrepublik); 1966 erhielt sie gemäß sowjetischen Gepflogenheiten einen „Ehrennamen“ und wurde nach Vilis Lācis, einem Schriftsteller und Ministerpräsidenten der Lettischen Sozialistischen Sowjetrepublik, benannt: Viļa Lāča Latvijas PSR Valsts bibliotēka. Ab 1946 wurde die – aus sowjetischer Sicht – „gefährliche“ Literatur ausgesondert; sie konnte bis 1988 nur mit einer Sondergenehmigung eingesehen werden. Im Jahre 1956 bezog die Staatsbibliothek einen Neubau in der Krišjāņa Barona iela (Krišjānis-Barons-Straße) in Riga.

### Seit der Wiedergewinnung der Unabhängigkeit 1991
Seit der Wiedergewinnung der lettischen Unabhängigkeit im Jahre 1991 heißt die Bibliothek Latvijas Nacionālā bibliotēka (Lettische Nationalbibliothek). 1995 erhielt sie als Dauerleihgabe die von Otto Bong (1918–2006) seit 1945 aufgebaute Baltische Zentrale Bibliothek (BZB) / Baltijas Centrālā bibliotēka (BCB), eine Sammlung zur Geschichte und zur Landeskunde sowie zu den Sprachen des Baltikums. Sie umfasst auch ein Bildarchiv mit rund 54.000 Photographien und Postkarten, 2000 Landkarten und eine Graphiksammlung. Die Lettische Nationalbibliothek ist seit 2006 Mitglied der European Library.
Bahnbrechende bibliographische Veröffentlichungen waren der Katalog Die älteren Drucke in lettischer Sprache / Seniespiedumi latviešu valodā im Jahre 1999 und das Autoren-Verzeichnis der Lettonika-Bücher (1523–1919) / Letonikas grāmatu autoru rādītājs im Jahre 2005.
Die Bestände umfassen mehr als fünf Millionen Titel, darunter etwa 18.000 Handschriften vom 14. Jahrhundert bis zur Gegenwart. Das stete Wachstum der Bestände führte dazu, dass einzelne Sammlungen aus dem Hauptgebäude in der Krišjāņa Barona iela ausgelagert und in Nebengebäuden untergebracht werden mussten. Im Jahre 2013 war die Nationalbibliothek auf fünf Standorte in Riga verteilt. Außerdem war seit 1998 ein Teil des Bestandes in einem Magazin in Silakrogs, außerhalb von Riga, deponiert.
Die Unzulänglichkeiten der Zerstreuung der Sammlungen bewogen das lettische Parlament, einen Neubau am linken Ufer der Daugava (dt. Düna) zu beschließen. Am 18. Mai 2014 wurde die Hauptstelle der Nationalbibliothek in der Krišjāņa Barona iela zum Zwecke des Umzugs in den Neubau geschlossen.

## Der Neubau an der Daugava
Im Jahre 2008 begann der Neubau nach einem Entwurf des 1925 in Riga geborenen US-amerikanischen Architekten Gunnar Birkerts. Birkerts war bereits 1989 damit beauftragt worden. Die neue Bibliothek hat 13 Stockwerke und ist 68 Meter hoch.
Bei einer Aktion im Rahmen des Programms der Stadt Riga als Kulturhauptstadt Europas wurden am 18. Januar 2014 ausgewählte Bestände aus dem derzeitigen Hauptgebäude der Nationalbibliothek durch eine Menschen- und Bücherkette symbolisch in den Neubau gebracht.
Die neue Bibliothek wurde am 29. August 2014, dem 95. Gründungstag der Nationalbibliothek, eröffnet.
480 Mitarbeiter sind in der Bibliothek tätig.

## Trivia
Im Mai 2015 war die Nationalbibliothek der Tagungsort des vierten Gipfeltreffens der Östlichen Partnerschaft.